# Johann Rudolf Schneider
Johann Rudolf Schneider (* 23. Oktober 1804 in Meienried; † 14. Januar 1880) war ein Schweizer Arzt und der führende politische Initiator der Juragewässerkorrektion.

Johann Rudolf Schneider

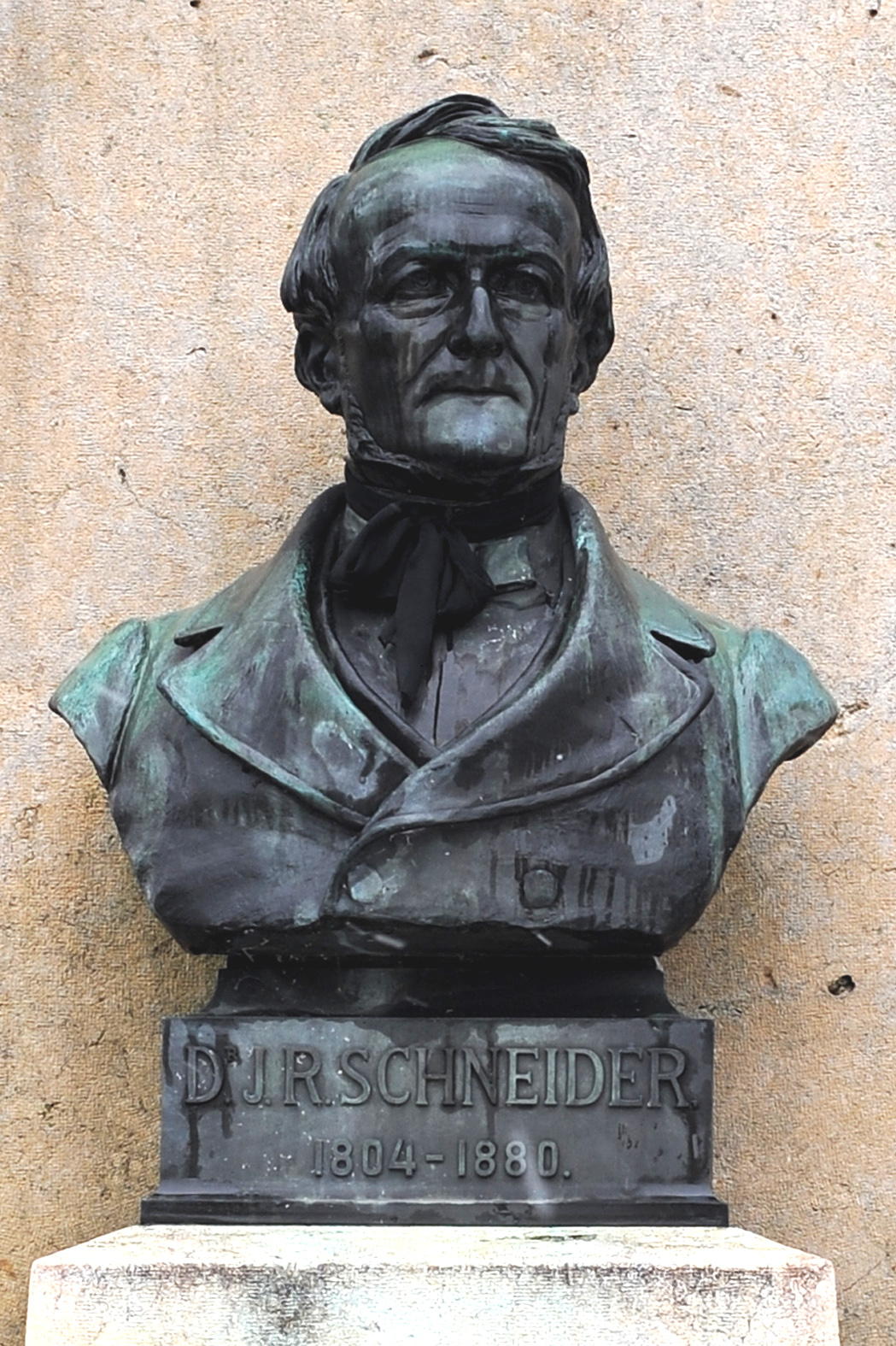
Denkmal in Nidau

## Leben
Johann Rudolf Schneider studierte Medizin in Bern und Berlin. In seiner Studienzeit trat er dem Schweizerischen Zofingerverein bei. 1828 liess er sich in Nidau nieder, wo er eine Arztpraxis eröffnete. Als Mitglied des Schutzvereins engagierte er sich für die Entsumpfung des Seelandes. Schon 1834 wurde Jan Paweł Lelewel, der zuvor Ingenieuroffizier war, mit einem Projekt zur Juragewässerkorrektion beauftragt. Die Pläne überzeugten aber nicht, auch konnten sich die beteiligten Kantone nicht einigen. Im Jahr 1835 wurde sein Buch Gespräche über die Überschwemmungen im Seelande veröffentlicht. Ein Jahr später wurde er in den Grossen Rat des Kantons Bern berufen, wo er 1837 bewirkte, dass die Projektierung und Ausführung der Juragewässerkorrektion einer privaten Organisation übertragen werden soll. 1840 gründete er die «Vorbereitungs-Gesellschaft der Jura-Gewässer-Correction», welche den Bündner Kantonsingenieur Richard La Nicca beauftragte, ein Projekt auszuarbeiten. In den politischen Wirren der 1840er Jahre wurde das Projekt nicht mehr weiterverfolgt. Erst nach der Gründung des Bundesstaates und in der Folge grosser Überschwemmungen in den 1850er Jahren wurde die Juragewässerkorrektion wieder spruchreif. Mit dem Projekt, an dem auch der Ingenieur Gustave Bridel beteiligt war, wurde schliesslich 1868 mit dem Bau des Nidau-Büren-Kanals begonnen.
Schneider war Philanthrop und ein Vorkämpfer der liberalen Bewegung. In den 30er Jahren unterstützte er die politischen Emigranten wie Giuseppe Mazzini, Ernst Schüler, Karl Mathy und Jan Paweł Lelewel, welche in der Region Biel im Exil lebten. Schneider erwarb eigens eine Druckerei, die er den Emigranten zum Druck ihrer politischen Schriften zur Verfügung stellte. Er selber verlegte während 10 Jahren unter dem Titel Volksbibliothek für einen Batzen ein aufklärerisches Periodikum. Die Druckerei wurde später von seinem politischen Gesinnungsgenossen August Weingart weitergeführt. Schneider war 1838 bis 1850 Mitglied der Berner Regierung. In dieser Funktion leitete er 1847 zusammen mit Ulrich Ochsenbein und Jakob Stämpfli die denkwürdige Tagsatzung in Bern, welche den Sonderbundskrieg beschloss und damit den Grundstein des modernen Bundesstaates legte.

Sitzung der Tagsatzung in 1847: Regierungsrath Dr. Rudolph Schneider links vom Präsidenten (Nr. 2)

Im Jahr 1848 trat Schneider zu den ersten Parlamentswahlen an und wurde Mitglied des Nationalrates, dem er bis ins Jahr 1862 angehörte. Er gehörte dem radikalen Flügel der Liberalen an. Als es bei den Wahlen im Jahre 1850 im Kanton Bern zu einem Machtwechsel kam, schied Schneider aus der Regierung aus. Er wurde im Herbst 1850 als Arzt an das Inselspital berufen. Er starb 1880 und wurde auf dem Bremgartenfriedhof in Bern beigesetzt. Nachdem 1918 sein Grab aufgehoben worden war, bestattete man seine sterblichen Überreste beim Denkmal in Nidau.

## Werke
- Schneider, Johann Rudolf: Das Seeland der Westschweiz und die Korrektionen seiner Gewässer. Eine Denkschrift. Bern 1881.